# Jean-Baptiste D'Astous
Pour les articles homonymes, voir D'Astous.
Jean-Baptiste D'Astous est un menuisier et un homme politique canadien.

## Biographie
Jean-Baptiste D'Astous est né le 19 mars 1904 à Trois-Pistoles, au Québec. Son père est Joseph D'Astous et sa mère est Marie Voyer. Il épouse Laura Lévesque le 15 juin 1932 et le couple a trois enfants.
Il est député de Restigouche à l'Assemblée législative du Nouveau-Brunswick de 1945 à 1952 en tant que libéral. Il est aussi conseiller municipal du comté.
Il est membre de la Société nationale de l'Acadie et des Chevaliers de Colomb.